# Ilias, 9. Buch
Das neunte Buch (oder Gesang) des dem griechischen Dichter Homer zugeschriebenen Epos Ilias (auch πρεσβεία πρὸς Ἀχιλλέα (Gesandtschaft zu Achilleus) oder Λιταί (die Bitten) genannt) ist, obwohl die Handlung nicht fortgeführt zu werden und die Situation am Ende des Buches mit der Ausgangslage identisch zu sein scheint, eine Schaltstelle im Aufbau des gesamten Textes. In ihm versuchen die achaischen Könige, den stärksten Kämpfer des Heeres, Achilleus, zum Wiedereintritt in den Kampf zu bewegen, indem sie Phoinix und Aias, die Achilleus besonders nahestehen, zudem den besten Redner der Achaier, Odysseus, zu ihm schicken.
Aufgrund gewisser sprachlicher Eigentümlichkeiten war die Presbeia in der älteren Homerforschung auch immer wieder Ausgangspunkt oder Prüfstein für die verschiedenen Hypothesen zur Entstehung der Ilias.

## Der Inhalt des neunten Buches

### Ausgangslage
Zeus hat die Zusage, die er Achilleus’ Mutter Thetis im ersten Buch gegeben hatte, eingehalten und den Trojanern die Überlegenheit in der Schlacht verschafft. Erst der Einbruch der Nacht hat den Siegeslauf Hektors beendet. Die Trojaner lagern vor der Stadt auf dem Schlachtfeld, in einer Heeresversammlung hat Hektor ihnen den endgültigen Sieg angekündigt.

### Die Ratsversammlung der Achaier
Auch auf Seiten der Achaier beraumt Agamemnon eine Ratsversammlung an, die Stimmung ist gedrückt, Agamemnon schlägt den Abbruch der Unternehmung vor. Doch Diomedes widerspricht und kann neue Hoffnung erwecken; Nestor veranlasst die Verlagerung von Wachmannschaften vor das Feldlager. Die Könige beratschlagen daraufhin unter sich, was zu tun sei. Nestor führt Agamemnon vor Augen, dass sein Verhalten Achilleus gegenüber ein schwerer Fehler gewesen war. Agamemnon sieht dies ein, greift Nestors Vorschlag zur Versöhnung durch Geschenke auf und entwirft ein Angebot an Achilleus, zu dem neben kostbaren Gaben auch eine seiner Töchter und ein Teil seines Reiches sowie die Versicherung unter Eid, dass er nie mit Briseis geschlafen habe, gehören sollen. Allerdings verlangt er, dass Achilleus sich ihm unterordnen müsse. Es ist wiederum Nestor, der die Zusammenstellung der Bittgesandtschaft vornimmt: Sie soll aus Phoinix, Aias, Odysseus und den beiden Herolden Hodios und Eurybates bestehen.

### Die Gesandtschaft
Achilleus nimmt die Gesandtschaft freundlich auf und bewirtet sie. Odysseus spricht als erster (225–306). Er führt Achilleus die Folgen seiner Kampfenthaltung, sowohl die bereits eingetretenen, die Überlegenheit der Trojaner im Kampf, als auch die drohenden, die Niederlage der Achaier, und seine Verpflichtung zur Hilfe vor Augen und erinnert ihn an die Worte seines Vaters Peleus, der ihm angeblich geraten habe, im Streit versöhnlich zu sein; sodann wiederholt er das Angebot Agamemnons und stellt ihm die Wiederherstellung und Vermehrung seiner Ehre (τιμή timé) in Aussicht, wenn er weiterkämpfe. Achilleus führt in seiner verbitterten Antwort (308–429) gegen die von Odysseus vorgebrachten Argumente die mangelnde Anerkennung seiner bisherigen Leistungen im Krieg an und lehnt die Annahme von Geschenken ab, solange Agamemnon die Beleidigung nicht angemessen gebüßt habe; mit einem Hinweis auf die Prophezeiung seiner Mutter, nach der er zwischen einem mit ewigem Ruhm verbundenen Tod vor Troja und einem langen, ruhmlosen Leben wählen könne, stellt er die Abfahrt seiner Truppen am nächsten Morgen in Aussicht.
Phoinix’ Rede (434–605) versucht, Achilleus auf zwei Ebenen anzusprechen. Zuerst führt er seine eigene Lebensgeschichte und seine enge Bindung an Achilleus, der für ihn wie ein Sohn sei, ins Feld. Mit der berühmten Allegorie der Bitten (Λιταί), deren Abweisung den Einzug der Ate nach sich ziehe, leitet er dann zu einem Negativbeispiel, der Erzählung von Meleagros über, der sich ebenfalls aus Zorn aus dem Kampf zur Verteidigung seiner Heimatstadt zurückgezogen und Versöhnungsangebote zurückgewiesen habe, bis seine Gattin Kleopatre ihn schließlich doch zur Rettung der schon brennenden Stadt habe bewegen können; Meleagros seien die Geschenke entgangen, Achilleus könne sie sich durch sein Einlenken noch sichern. Dem entgegnet Achilleus nur noch (607–619), dass er auf eine solche Ehre verzichten könne, und warnt Phoinix, nicht allzu sehr für die Sache Agamemnons einzutreten. Doch ist er von seinem festen Entschluss, am nächsten Tag abzufahren, abgerückt.
Aias schließlich (624–642) redet Achilleus anfangs nur indirekt an; er wirft ihm übermäßige Härte vor und fordert ihn auf, die ihm nahestehenden Achaier zu respektieren. Achilleus zeigt sich (644–655) seinen Einlassungen gegenüber verständnisvoll, und seine Unnachgiebigkeit ist insofern aufgeweicht worden, als er seinen Wiedereintritt in den Kampf für den Fall in Aussicht stellt, dass die Trojaner unter Hektor bis zu den achaischen Schiffen vordringen.
Damit kehren die Gesandten bis auf Phoinix, der bei Achilleus übernachtet, zur Versammlung der achaischen Könige zurück. In seinem Bericht an Agamemnon verschweigt Odysseus den allmählichen Sinneswandel Achilleus’ und gibt nur seine Drohung, am nächsten Morgen abzufahren, wieder. Wieder ist es Diomedes, der die Niedergeschlagenheit der Achaier durch aufmunternde Worte zu vertreiben weiß.

## Die Duale und ihre Folgen
In den Versen 182–198, in denen der Weg der fünf Männer (drei Gesandte und zwei Herolde) und ihre Ankunft bei Achilleus beschrieben wird, findet sich eine Reihe von Dualformen, d. h. Flexionsformen, die eigentlich die Zweizahl ausdrücken. Die antiken Scholien erklären diese Absonderlichkeit mit der geringeren Stellung des Phoinix gegenüber Odysseus und Aias, die Herolde bleiben für sie außer Betracht. Die Homeranalyse versuchte wahlweise Phoinix aus der Presbeia oder gleich das ganze neunte Buch aus der Ilias zu eliminieren, um den „Anstoß“ zu beseitigen. Die „Unitarier“ meinten, der Dichter der Ilias habe die Irregularität in Kauf genommen, um den Bezug dieser Szene zum ersten Buch deutlich zu machen; dort holen zwei Herolde Briseis aus Achilleus’ Zelt. Die Beschreibung ihrer Mission weist zahlreiche Parallelen zu der in Frage stehenden Stelle des neunten Gesangs auf. Doch bleibt es fraglich, ob diese Erklärung ausreicht, den Verstoß gegen grammatikalische Regeln zu rechtfertigen. Die Versuche, die Duale damit zu erklären, dass sie der zwei Gruppen (Gesandte und Herolde) wegen verwendet würden, scheitern daran, dass ein solcher Dualgebrauch dem Griechischen fremd ist. Eine gültige Lösung ist also noch nicht gefunden.